# 利希
利希（德語：Lich，發音：[lɪç] ⓘ）是德国黑森州吉森行政区吉森县的城市，面积77.61平方千米，2023年12月31日人口为14,310人。